# Gaurena
Gaurena este un gen de insecte lepidoptere din familia Drepanidae.

## Specii[1]
- Gaurena albifasciata
- Gaurena albomaculata
- Gaurena argentisparsa
- Gaurena aurofasciata
- Gaurena bryki
- Gaurena burmanica
- Gaurena delattini
- Gaurena dierli
- Gaurena eberti
- Gaurena flavescens
- Gaurena fletcheri
- Gaurena florens
- Gaurena florescens
- Gaurena forsteri
- Gaurena gemella
- Gaurena grisescens
- Gaurena likiangensis
- Gaurena margaritha
- Gaurena nepalensis
- Gaurena nigrescens
- Gaurena obscura
- Gaurena oliva
- Gaurena olivacea
- Gaurena pretiosa
- Gaurena roesleri
- Gaurena sinuata
- Gaurena watsoni
- Gaurena yuennanensis